# Clare Waight Keller
Clare Waight Keller, née le 19 août 1970 à Birmingham en Angleterre, est une styliste britannique.

## Biographie
Clare Waight Keller est issue du Ravensbourne College of Art où elle obtient un Bachelor of Art, puis une maitrise en maille au Royal College of Art. Elle débute chez Calvin Klein à New York en tant que styliste pour la ligne de prêt-à-porter femme, puis chez Ralph Lauren, pour la ligne homme Purple. 
En 2000, elle rejoint la Maison Gucci responsable du prêt-à-porter femme et des accessoires. L’année suivante, elle devient directrice artistique de Pringle of Scotland, la faisant défiler pour la première fois en 2006. En 2007, elle reçoit le prix de « créateur de l’année » catégorie cachemire des Scottish Fashion Awards.
En 2011, elle s’installe à Paris où elle prend la tête de la direction artistique de Chloé. En 2017, Clare Waight Keller est nommée directrice artistique de la haute couture et du prêt-à-porter femme et homme chez Givenchy, poste qu'elle quitte en avril 2020. En 2018, elle dessine la robe de Meghan Markle lors de son mariage avec Henry de Sussex
En 2018, elle reçoit des mains de Meghan Markle, le prix de meilleure styliste britannique de l'année pour ses collections féminines.
En 2024, alors qu'elle a déjà sa propre ligne « Uniqlo : C » chez la marque japonaise Uniqlo, elle est nommée directrice artistique des lignes homme et femme,.